# Montone (Olaszország)
Montone település Olaszországban, Umbria régióban, Perugia megyében. Lakosainak száma 1580 fő (2023. január 1.). Montone Città di Castello, Pietralunga és Umbertide községekkel határos.

## Népesség
A település lakossága az elmúlt években az alábbi módon változott:
| Lakosok száma | 1675 | 1642 | 1580 |
|               | 2010 | 2018 | 2023 |